# Anglicaanse Kerk van Canada
De Anglicaanse Kerk van Canada (Engels: Anglican Church of Canada, afgekort ACC of ACoC; Frans: Église anglicane du Canada) is een kerkverband uit de Anglicaanse Gemeenschap, waarvan het een van de 38 provincies is. Tot 1955 droeg de kerk de naam Church of England in (the Dominion of) Canada en van 1977 tot 1989 luidde de Franse naam Église Episcopale du Canada.

## Geschiedenis

### Eerste anglicanen in Canada
De eerste kerkdienst van de Kerk van Engeland werd gehouden bij Frobisher Bay rond 3 september 1578. Die dienst stond onder leiding van de scheepskapelaan van Martin Frobisher. De eerste anglicaanse kerk werd pas ruim een eeuw later gebouwd, in 1698 in St. John's. De huidige Sint-Johannes de Doperkathedraal in die stad hoort bij de oudste anglicaanse parochie van Canada. Die kathedraal was de eerste anglicaanse kathedraal in heel Noord-Amerika.

### De kerk op eigen benen
Tot de jaren 30 van de 19e eeuw vielen de anglicanen in Canada volledig onder de Kerk van Engeland. In de jaren 50 van die eeuw waren er de eerste Canadese synoden, waarmee de kerk aan zelfstandigheid won. In 1861 werden alle anglicaanse kerken in de Britse koloniën zelfstandig, en dus ook de anglicaanse kerk in Canada.

## Structuur
Er zijn drie belangrijke synoden in de Anglicaanse Kerk van Canada: de generale synode, vier provinciale synoden en 29 synoden van de bisdommen. De kerk kent een typisch anglicaanse structuur met de primaat en de synoden. De primaat wordt gekozen door de generale synode uit de bisschoppen van de kerk. De primaat heeft geen vaste zetel hoewel daar in 1931 en 1955 wel ideeën voor waren. Een gekozen primaat van de kerk draagt geen verantwoordelijkheid voor één specifiek bisdom, maar voor de hele kerk. De primaat heeft een beduidend andere rol dan de primaten van bijvoorbeeld de kerk van Engeland of de Anglicaanse Kerk van Australië. Oorspronkelijk bleef een primaat werkzaam voor het leven, maar tegenwoordig geldt 70 als de pensioenleeftijd.
Er zijn vier kerkprovincies bestaande uit 29 bisdommen. Elke provincie heeft een aartsbisschop aan het hoofd, die metropoliet wordt genoemd. De kerkprovincies zijn de volgende:
- Provincie Brits-Columbia en Yukon
- Provincie Canada
- Provincie Ontario
- Provincie Rupertland

## Leden
In 2022 had de kerk 294.931 leden, maar in 2021 noemden 1.134.315 Canadezen zichzelf anglicaans. Dat is gelijk aan 3% van de Canadese bevolking. De kerk kent een snelle afname in ledental, zo'n 2% per jaar.

## Ethische kwesties
In de kerk kunnen zowel mannen als vrouwen priester en bisschop worden. In 2016 werd een voorstel om het homohuwelijk toe te staan in de kerk met de vereiste tweederdemeerderheid aangenomen. Bij de tweede stemming die nodig was voor definitieve goedkeuring van het voorstel werd in 2019 niet de tweederdemeerderheid gehaald. Desondanks hebben individuele gemeenten de vrijheid om mensen van dezelfde seksen te trouwen.
Op het gebied van abortus geldt de kerk als gematigd pro-life. De kerk is uitgesproken tegenstander van euthanasie.

## Galerij

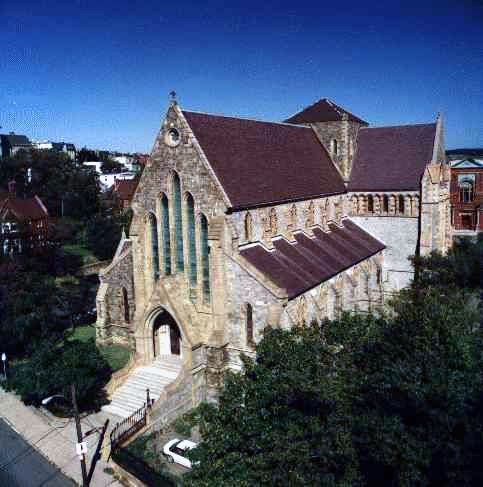
Sint-Johannes de Doperkathedraal in St. John's (Newfoundland en Labrador)
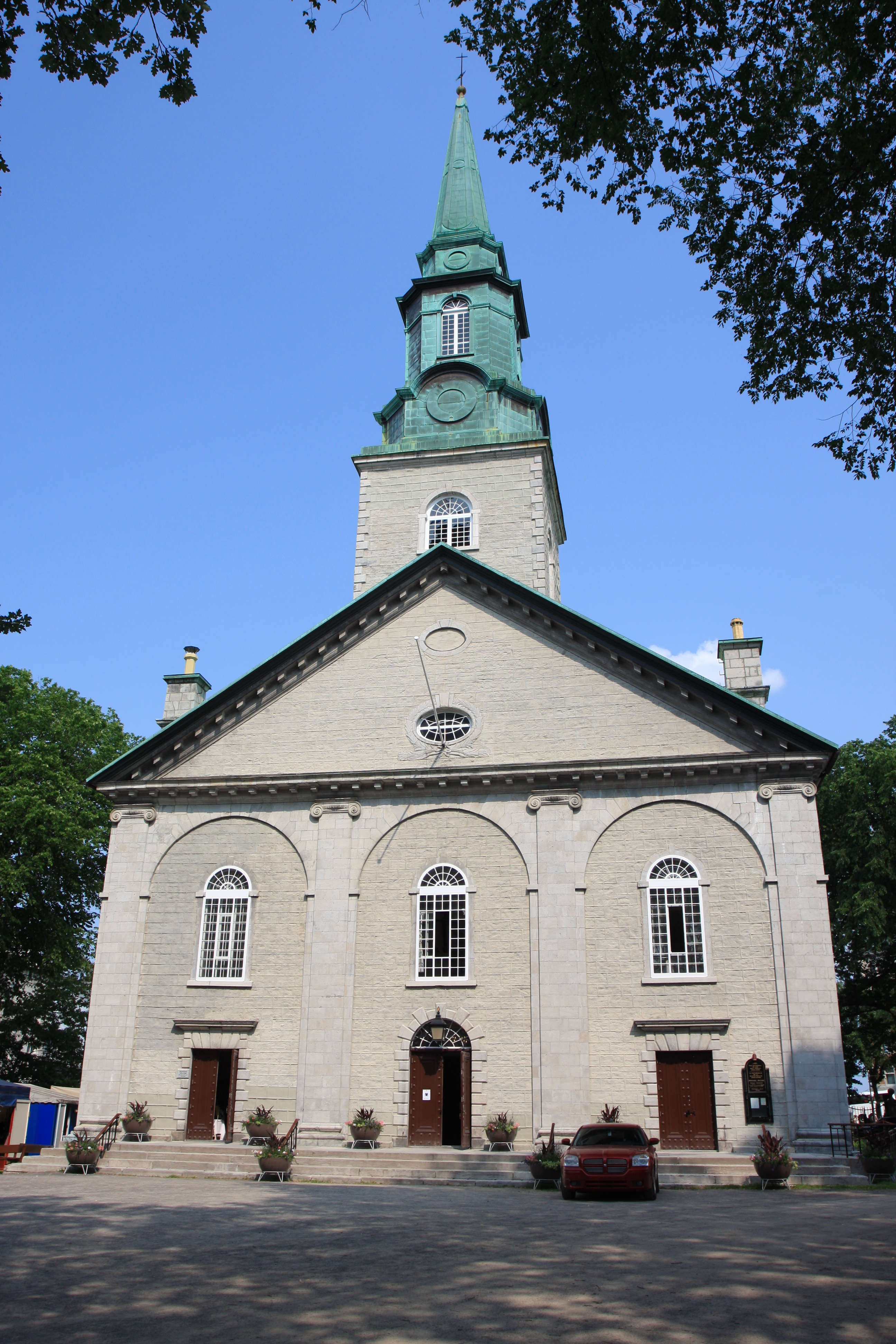
Kathedraal van de Heilige Drie-eenheid in Québec
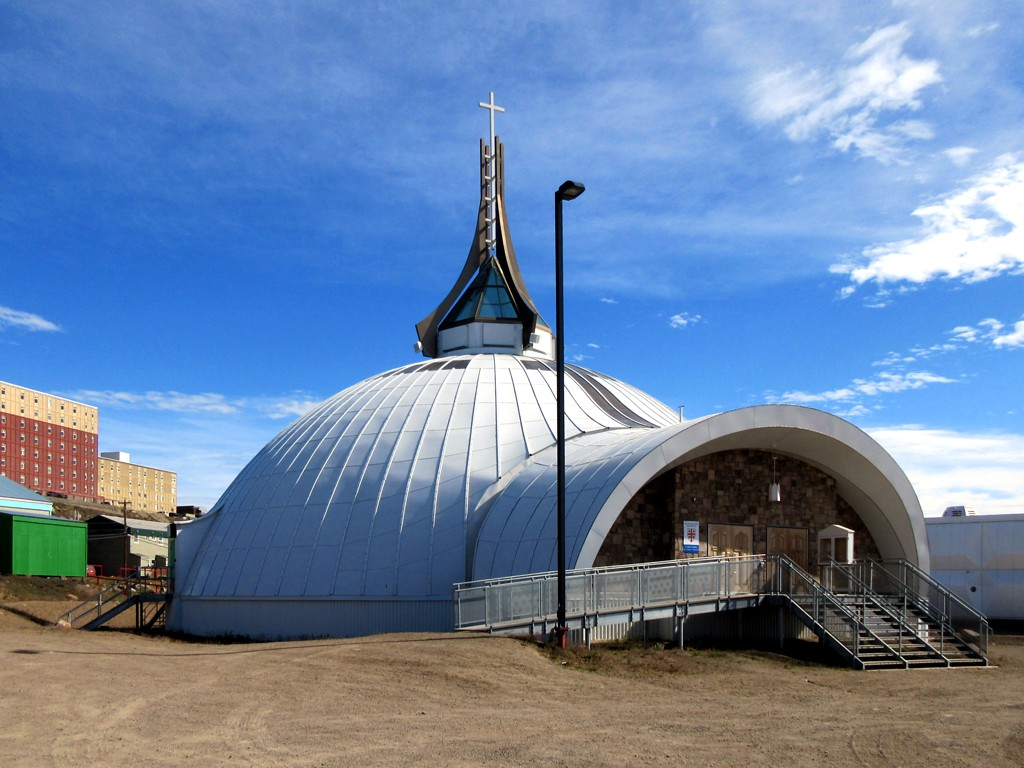
De anglicaanse kathedraal van Iqaluit (Nunavut)